# Скуби-Ду и Кралят на гоблините
„Скуби-Ду и Кралят на гоблините“ (на английски: Scooby-Doo! and the Goblin King) е американски анимационен филм, създаден през 2008 г. Филмът е продукция на Warner Bros. Animation. На DVD излиза на 23 септември 2008 г.

## Сюжет
Внимание:  Текстът по-долу разкрива сюжета на произведението (или части от него)!
Мистерия ООД посещават ежегодния хелоуински карнавал в хелоуинската нощ. Бандата започва лудо забавление. Влизат в цирк, където магьосник се опитва да впечатли зрителите си, но номерата му биват провалени от Скуби-Ду. Тогава той си пожелава да стане истински магьосник. При него долита истинска фея. Той взема магическите ѝ сили и става истински магьосник. Междувременно Шаги и Скуби-Ду се натъкват на магазин, където продавачът им разкрива, че магията съществува. Същия този продавач бива превърнат в заек от злия магьосник. Говорещото животно обяснява на двамата ненаситни приятели, че трябва да спасят света, като унищожат магьосника. Скуби-Ду и Шаги започват дълго пътешествие, в което срещат вещици, зомбита, говорещи хелоуински тикви и още хелоуински същества, които им дават съвети как да го победят. В края двамата приятели са достатъчно усъвършенствали своите способности. С помощта на вълшебна говореща хелоуинска тиква Шаги и Скуби-Ду побеждават магьосника и спасяват Земята. На останалите от бандата им бива изтрита паметта и те забравят за всички случки, но двамата герои запазват страховитите си спомени.

## „Скуби-Ду и Кралят на гоблините“ в България
Филмът се излъчва в България за пръв път с дублаж на студио Доли. Ролите се озвучават от Ива Апостолова, Адриана Андреева, Иван Петков, Стефан Стефанов и Стоян Цветков.
Излъчва се и на 29 декември 2012 г. по Cartoon Network, премиерно за канала. Дублажът е на студио Александра Аудио.
През 2013 г. се излъчва и по bTV с трети дублаж. Дублажът е войсоувър. Ролите се озвучават от Златина Тасева, Татяна Етимова, Георги Стоянов, Кирил Бояджиев и Радослав Рачев.